# Renault 16
Renault 16 je vůz střední třídy s, tehdy novou, karoserii typu hatchback s výklopnou zadní stěnou. Jeho výroba probíhala od roku 1965 do roku 1980. V roce 1965 byl vyhlášen vozem roku 1966.

## Motor
Podélný čtyřválec umístěný vpředu podél
- R16 L, TL – 1 565 cm³ s výkonem 49 kW
- R16 TX – 1 647 cm³, 68 kW

## Rozměry
- Délka – 4 257 mm
- Šířka – 1 628 mm
- Výška – 1 450 mm
- Rozvor – vpravo 2 650 mm, vlevo 2 710 mm
- rozchod – 1 342/1 292 mm
- zavazadlový prostor – 360 dm³

## Zajímavost
V roce 1975 stál Renault 16 v ČSSR 91 000,–Kčs.[zdroj?]
Renault 16 byl v podstatě první, dnes již klasický „hatchback“ v Evropě. Za zmínku stojí uložení převodovky před motorem a nestejný rozvor na levé a pravé straně (vpravo kratší), což bylo způsobeno příčným uložením zadních pérovacích torzních tyčí. Vpředu byly uloženy podélně.
Vůz tohoto typu se objevil mj. ve filmu Jáchyme, hoď ho do stroje! a výraznou roli sehrál v komedii Zdeňka Podskalského To byla svatba, strýčku!.